# Žak Pils
Žak Pils (fr. Jacques Pills, 7. januar 1906 — 12. septembar 1970, Paris), pravo ime Rene Žak Diko (fr. René Jacques Ducos), bio je francuski pevač i glumac, rođen kao Rene Žak Dukos.
Tokom 1930-ih često se pojavljivao zajedno sa Žoržom Tabetom
Godine 1959. Pils je bio predstavnik Monaka na Pesmi Evrovizije 1959. u Kanu sa pesmom "Mon ami Pierrot". On predstavlja prvog pevača koji je predstavljao Monako na Pesmi Evrovizije. Pesma je završila na poslednjem, jedanaestom mestu i osvojila je samo jedan poen.

## Lični život
Oženio se sa Lusijen Boaje 1939. i razveli su se 1951. godine. 20. septembra 1952. oženio se pevačicom Edit Pijaf. Međutim, 1957. ovaj brak je završio razvodom. On je bio otac Žaklin Boaje, koja je pobedila na takmičenju za Pesmu Evrovizije 1960. godine.